# Болотов, Алексей Васильевич
Алексе́й Васи́льевич Бо́лотов (20 января 1963, Двуреченск — 15 мая 2013, Джомолунгма) — альпинист. Мастер спорта СССР, двукратный обладатель высшей международной награды в альпинизме «Золотой ледоруб» (1998, 2005). Совершил восхождения на 11 из 14 восьмитысячников (по числу восхождений уступает лишь Сергею Богомолову [13]).

## Краткая биография

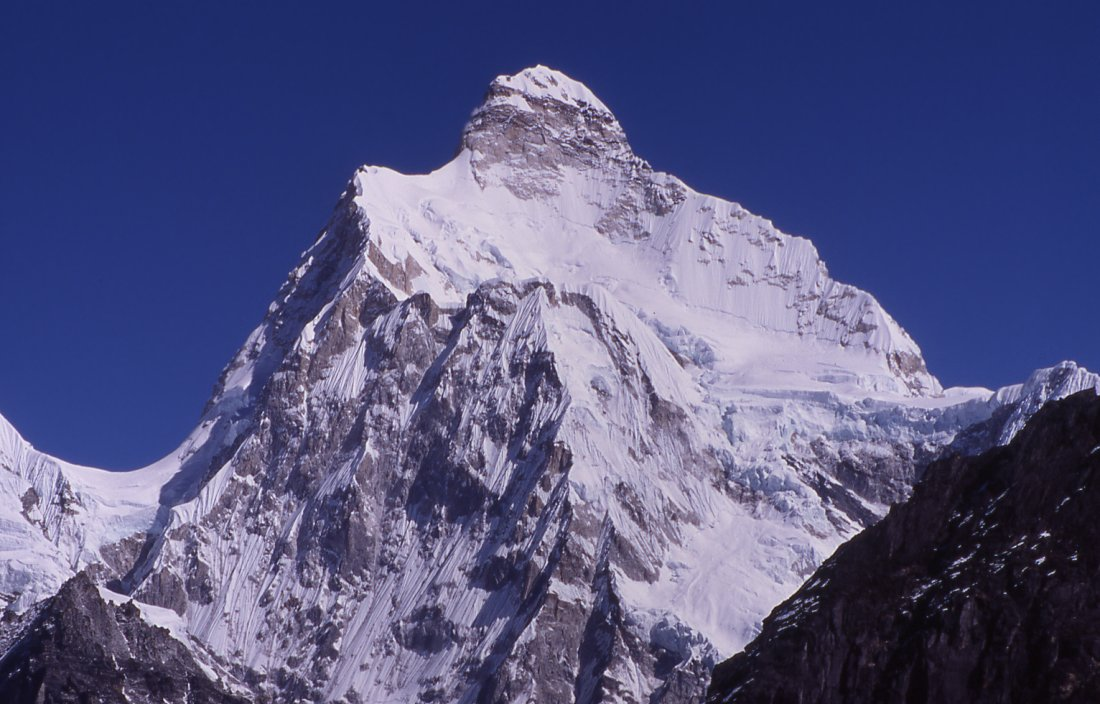
Пик Жанну с юга

В 1980 году окончил среднюю школу № 9 в Свердловске, в 1985 году Уральский политехнический институт (механико-машиностроительный факультет) по специальности «электронное машиностроение». С 1993 года работал ведущим специалистом компании «РОСТЭП». Был женат, имел двоих детей.
Чемпион СССР (1987), России (1987, 1999), Вооружённых сил (1990). Трёхкратный серебряный и бронзовый призёр чемпионатов страны по альпинизму. Кавалер ордена Мужества, медали «За заслуги перед Отечеством» II степени.
Двукратный обладатель высшей международной альпинистской награды «Золотой ледоруб» (аналогичной "золоту" чемпионата мира): 1997 — за первое восхождение по западной стене Макалу, Гималаи (в составе сборной России, рук. А. Михайлов и С. Ефимов), 2004 — за первое прохождение северной стены Жанну, Гималаи (в составе сборной команды Санкт-Петербурга, рук. А. Одинцов (из-за травмы сошёл с 7400 м).
В 2010 году был единственным представителем России во Франции на праздновании 50-летия первого восхождения на Аннапурну.

## Восхождения на известные шести- и семитысячники
1993 — Победа Западная (6918 м), Центральный Тянь-Шань, с Юкихико Синагавой (Япония).
1994 — Хан-Тенгри (7010 м), по северной стене, Центральный Тянь-Шань, Кыргызстан.
1995 — Пик Победы (7439 м) с ледника Южный Иныльчек, Кыргызстан.
1998 — Пик Победы, сопровождал Дзюнко Табэи и ещё двух японских альпинисток.
1999 — Талай-Сагар (6904 м), Индия.
2000 — Хан-Тенгри, по классическому маршруту (по сведениям, предоставленным Денисом Урубко, Болотов не дошёл до вершины 200 м).
2005 — Мак-Кинли (6138 м), Аляска, США.

## Восьмитысячники

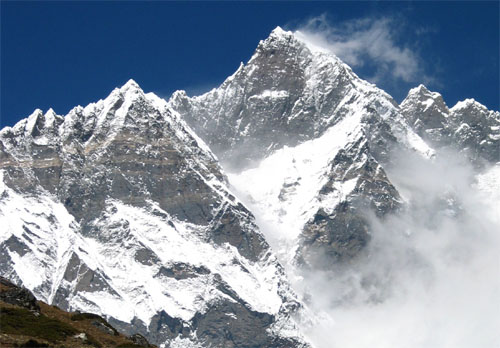
Трёхглавая Лхоцзе, в центре Главный пик, за ним — Средняя, далее — Шар

21 мая 1997 года — Макалу (8463 м), первое прохождение западной стены, руководители Сергей Ефимов и А. Михайлов (в ходе экспедиции погибли Салават Хабибуллин и Игорь Бугачевский).
18 мая 1998 года — Джомолунгма (8848 м), с кислородом, руководитель Евгений Виноградский.
23 мая 2001 года — Лхоцзе Средняя (8414 м), первое восхождение (в составе сборной России, руководитель Николай Чёрный).
16 мая 2002 года — Джомолунгма (8848 м), без кислорода, рук. Геннадий Кириевский.
6 октября 2005 года — Дхаулагири (8167 м), в составе Ангарской экспедиции, рук. Сергей Петров.
Май 2006 года — Джомолунгма (попытка третьего восхождения), сошёл на 7800 м, рук. Николай Тотмянин.
3 октября 2006 года — Чо-Ойю (8201 м) по классическому маршруту, Ural Cho Oyu Expedition 2006, рук. Геннадий Кириевский.
22 августа 2007 года — К2 (8611 м), первое восхождение по Западной стене, рук. Виктор Козлов.

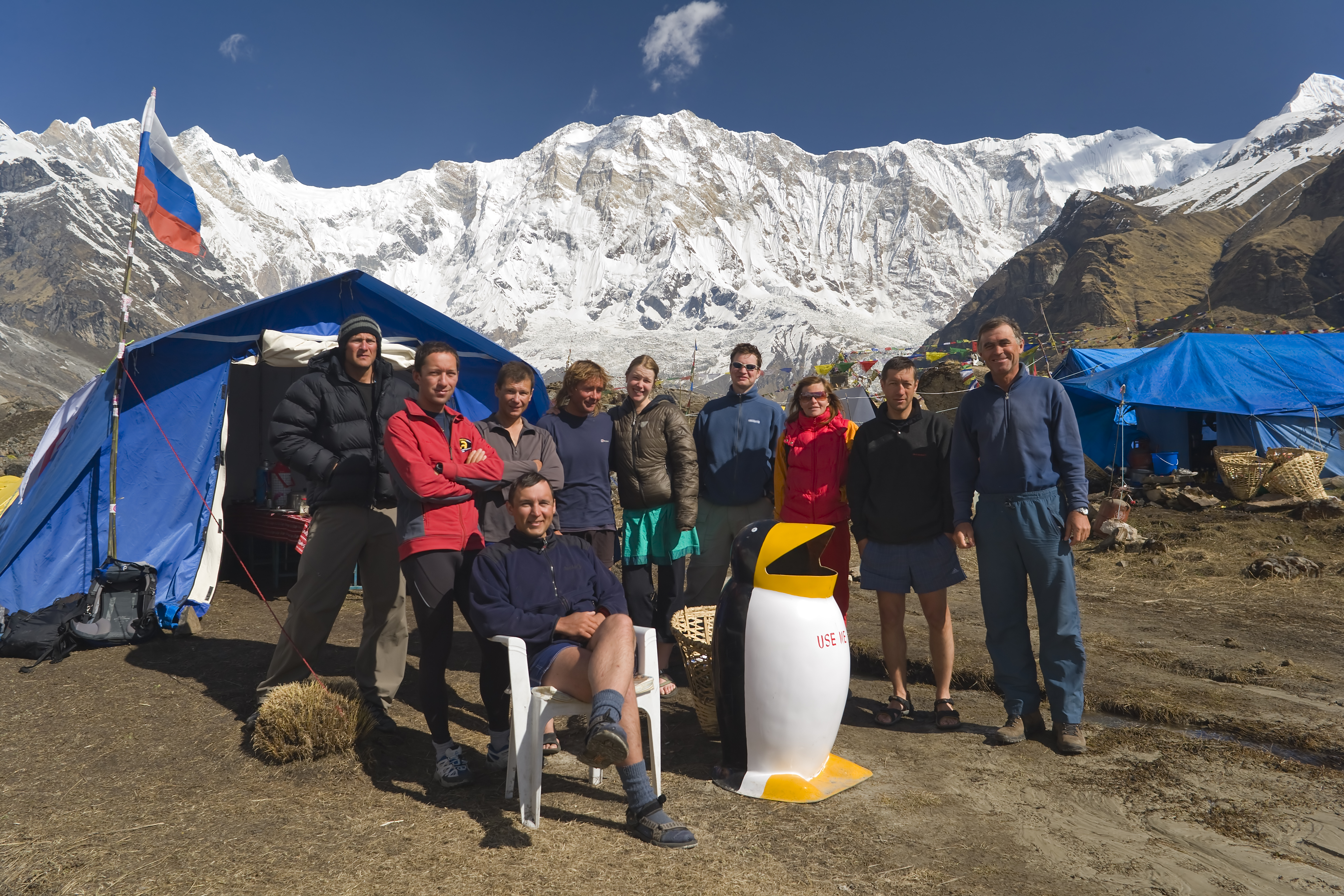
Участники весенней экспедиции 2008 г. на Аннапурну в базовом лагере. Это, вероятно, последнее фото Иньяки Очоа де Ольса.

Май 2008 года — Аннапурна Восточная (8029 м, 7 мая) и Аннапурна Главная (8091 м, 19 мая), экспедиция Сергея Богомолова, при восхождении погиб испанец Иньяки Очоа де Ольса.
18 мая 2009 года — Манаслу (8163 м) с Глебом Соколовым и Сергеем Дугановым, рук. российской команды.
Май 2010 года — неудачная попытка восхождения на Лхоцзе Главная (8516 м), руководитель международной экспедиции, при спуске погиб Сергей Дуганов.
2010 год — Гашербрум I (8068 м, 28 июля), Гашербрум II (8035 м, 5 августа), рук. международной экспедиции.
19 мая 2011 года — Канченджанга (8586 м) с Николаем Тотмяниным и Исрафилом Ашурлы (Азербайджан). Руководитель международной экспедиции.
22 июля 2011 года — Броуд-пик (8047 м), международная экспедиция.
Октябрь 2012 года — вторая неудачная попытка штурма Лхоцзе Главная (8516 м) с польской экспедицией Артура Хайзера, при спуске погиб шерпа Темба.
Всего поднимался 14 раз на вершины выше 8000 метров (на июль 2011 г.). Из программы «14 восьмитысячников мира» выполнены восхождения на 11 вершин, три восхождения в зачёт не идут: Джомолунгма (повторно), Лхоцзе Средняя (не главная вершина), Аннапурна Восточная (не главная вершина).
Остались не пройденными Нанга-Парбат в Кашмире, Шиша-Пангма в Китае и Лхоцзе Главная в Гималаях.

## Гибель
Весной 2013 года Алексей Болотов вместе с Денисом Урубко планировал проложить новый маршрут по юго-западной стене Джомолунгмы. 15 мая 2013 года в 05.00 Алексей Болотов осуществлял спуск по верёвке, найденной на месте. Из-за прокручивания на остром скальном ребре старая верёвка перетёрлась, и Алексей упал по скальному кулуару с высоты около 300 метров. Срыв произошёл на высоте около 5600 м при обходе ледопада Кхумбу справа по склону.
16 мая тело Алексея Болотова было снято вертолетом с ледника Кхумбу и доставлено вертолетом в Катманду. 19 мая тело доставили в Москву, а затем вечерним рейсом в Екатеринбург. 22 мая Алексея Болотова похоронили на Широкореченском кладбище в Екатеринбурге рядом с захоронениями Салавата Хабибуллина и Игоря Бугачевского, погибших в 1997 году после восхождения на Макалу. 19 октября 2014 года на месте захоронения альпиниста был установлен памятник.

## Память
В январе 2016 года в издательстве «Баско» (Екатеринбург) тиражом 400 экз. вышла книга «Алексей Болотов. Вертикаль жизни», которую написала Нанетта Болотова, мать погибшего альпиниста.